# Elizabeth Shortová
Elizabeth Shortová (nepřechýleně Short; 29. července 1924 Boston – 15. ledna 1947 Los Angeles) byla Američanka, která byla dne 15. ledna 1947 nalezena zavražděná v Los Angeles v Kalifornii. Kvůli brutální povaze vraždy byl případ velmi medializovaný a později se stal inspirací pro množství knižních i filmových adaptací. Případ vraždy Elizabeth Shortové je jednou z nejznámějších nevyřešených vražd.
Rodačka z Bostonu strávila své dětství v Nové Anglii a na Floridě, než se přestěhovala do Kalifornie za svým otcem. Shortová si údajně přála stát se herečkou. Posmrtně získala přezdívku Černá Dahlia, jak jí v dobovém tisku přezdívali novináři. Nahé mrtvé tělo mladé ženy, rozpolcené na dvě části, bylo nalezeno na jižní straně Norton Avenue mezi ulicí Coliseum Street a Západní 39. ulicí, nedaleko pozdější obytné čtvrti Leimert Park. Po nálezu těla zahájilo losangeleské policejní oddělení rozsáhlé vyšetřování, které zahrnovalo více než 150 podezřelých, ale k žádnému zatčení nedošlo.
Kolem nevyřešené vraždy přetrvává množství spekulací a fám. Případ je často označován za nejznámější nevyřešenou vraždu v historii Spojených států a také jako jeden z nejstarších nevyřešených případů v okrese Los Angeles. Historiky je také považován za jeden z prvních velkých zločinů, který upoutal národní pozornost v poválečné Americe.

## Život

### Dětství
Elizabeth Shortová se narodila 29. července 1924 v Hyde Parku v Bostonu ve státě Massachusetts jako třetí z pěti dcer Cleo Alvina Shorta mladšího (1885– 1967) a jeho manželky Phoebe May Sawyerové (1897–1992). Jejími sestrami byly Virginia May Westová (* 1920), Dorothea Schloesserová (* 1922), Elnora Chalmersová (* 1925), a Muriel (* 1929). Její otec Cleo Alvin byl vysloužilý mariňák Námořnictva Spojených států. Matka Phoebe Mae byla ženou v domácnosti. Rodina Shortových se v roce 1927 nakrátko přestěhovala do Portlandu ve státě Maine než se téhož roku se usadila v Medfordu ve státě Massachusetts. Otec Shortové stavěl minigolfová hřiště, dokud nepřišel o většinu svých úspor při krachu na burze v roce 1929. V roce 1930 bylo jeho auto nalezeno opuštěné na mostě Charlestown Bridge. Předpokládalo se, že skočil do řeky Charles River a spáchal tak sebevraždu.
V domnění, že je její manžel po smrti, začala matka Shortové pracovat jako účetní. Shortovou trápila bronchitida a těžké astmatické záchvaty. V patnácti letech podstoupila operaci plic, po níž jí lékaři doporučili, aby pravidelně jezdila do mírnějšího podnebí, aby tak předešla dalším dýchacím potížím. Matka ji následující tři roky posílala trávit zimy k rodinným přátelům do Miami na Floridě. Shortová ukončila studium na střední škole v Medfordu ve druhém ročníku.

### Přestěhování do Kalifornie
Koncem roku 1942 obdržela matka Shortové omluvný dopis od svého „zesnulého” manžela, z něhož vyplynulo, že je ve skutečnosti naživu a začal nový život v Kalifornii. V prosinci, když bylo Elisabeth Shortové 18 let, se přestěhovala za svým otcem, kterého neviděla od svých šesti let do Vallejo v Kalifornii. V té době pracoval v nedaleké námořní loděnici Mare Island v Sanfranciském zálivu. Hádky s otcem vedly k tomu, že se v lednu roku 1943 odstěhovala.

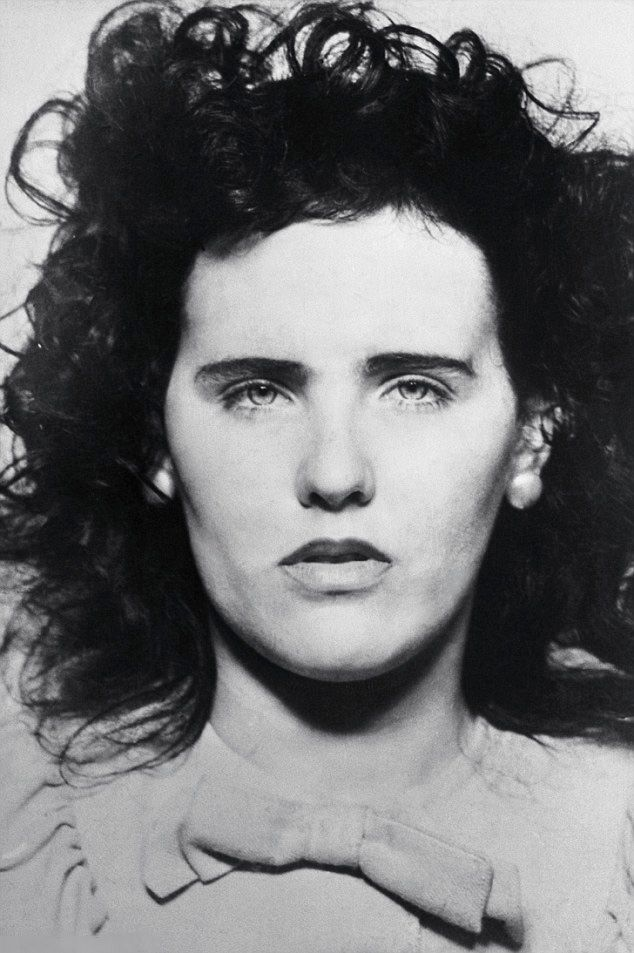
Fotografie pořízená při zatčení Elizabeth Shortové v roce 1943

Přijala práci na základně Exchange v Camp Cooke (nyní Vandenbergova vesmírná základna) nedaleko Lompocu a krátce žila se seržantem amerického armádního letectva, který ji údajně zneužíval. Dne 23. září 1943 opustila Lompoc a přestěhovala se do Santa Barbary, kde byla 23. září 1943 zatčena jako nezletilá v místním baru. Úřady ji poslaly zpět do Massachusetts, ale ona se místo toho vrátila na Floridu a jen příležitostně navštěvovala svou rodinu poblíž Bostonu.
Na Floridě se seznámila s majorem Matthewem Michaelem Gordonem ml., vyznamenaným důstojníkem armádního letectva z 2. letecké skupiny, který se za druhé světové války připravoval na nasazení v jihovýchodní Asii. Shortová později přátelům řekla, že jí Gordon písemně požádal o ruku, zatímco se zotavoval ze zranění po leteckém neštěstí v Indii. Jeho nabídku přijala, ale Gordon zemřel při druhé havárii 10. srpna 1945. Sestra Shortové, Dorothea, rovněž sloužila ve druhé světové válce a byla pověřena dekódováním japonských zpráv.
V červenci 1946 se Elizabeth Shortová přestěhovala do Los Angeles, aby navštívila poručíka armádního letectva Josepha Gordona Ficklinga, svého známého z Floridy, který byl umístěn na letecké základně námořnictva v Long Beach. Posledních šest měsíců svého života strávila v jižní Kalifornii, většinou v oblasti Los Angeles. Krátce před svou smrtí pracovala jako servírka a pronajala si pokoj za nočním klubem Florentine Gardens na Hollywood Boulevard. Shortová byla různě popisována a líčena jako začínající nebo „budoucí” herečka. Podle některých zdrojů se skutečně toužila stát filmovou hvězdou, ačkoli neměla žádné známé herecké zakázky ani zásluhy.

## Vražda
Dne 9. ledna 1947 se Shortová vrátila domů do Los Angeles po krátkém výletu v San Diegu s Robertem „Redem” Manleym, 25letým ženatým obchodníkem, s nímž chodila. Manley uvedl, že Shortovou vysadil v hotelu Biltmore v centru Los Angeles, a že se odpoledne měla setkat se svou sestrou, která přijela z Bostonu. Podle některých svědectví si zaměstnanci hotelu Biltmore vzpomněli, že Shortovou viděli telefonovat ve vstupní hale. Krátce poté ji údajně viděli návštěvníci koktejlového baru Crown Grill na adrese 754 South Olive Street, přibližně 600 m od hotelu Biltmore.

### Nález těla
Ráno 15. ledna 1947 bylo nahé a na dvě části rozřezané tělo Elizabeth Shortové nalezeno na prázdném pozemku na západní straně South Norton Avenue mezi ulicemi Coliseum Street a West 39th Street ve čtvrti Leimert Park. V té době byl Leimert Park z velké části nezastavěný. Velmi zohavené tělo Shortové bylo v pase zcela rozříznuté a zbavené krve, takže její kůže byla bledá až bílá. Lékaři určili, že v době nálezu byla mrtvá asi deset hodin, takže čas smrti nastal buď někdy ve večerních hodinách 14. ledna, nebo v časných ranních hodinách 15. ledna. Tělo bylo zřejmě vrahem omyto. Obličej Shortové byl rozřezán od koutků úst až k uším, což vytvořilo efekt známý jako „glasgowský úsměv”. Na stehnech a prsou měla několik řezných ran, kde byly odříznuty celé části masa. Spodní polovina těla byla umístěna metr od horní poloviny a střeva byla pečlivě zastrčena pod hýždě. Mrtvola byla „naaranžována” s rukama nad hlavou, lokty ohnutými v pravém úhlu a nohama roztaženýma od sebe.
Mezi prvními dorazila na místo reportérka listu Los Angeles Herald-Express Agness Underwoodová, která pořídila několik fotografií mrtvoly a místa činu. Poblíž těla našli detektivové na zemi mezi stopami pneumatik otisk podpatku a nedaleko byl také nalezen cementový pytel s krvavou vodou.

### Pitva a identifikace
Pitvu těla provedl 16. ledna 1947 Frederick Newbarr, koroner okresu Los Angeles. Podle Newbarrovy pitevní zprávy byla Shortová vysoká 1,65 m, vážila 52 kg, měla světle modré oči, hnědé vlasy a silně zkažené zuby. Na kotnících, zápěstích a krku měla stopy po škrcení a na pravém prsu „nepravidelnou tržnou ránu s povrchovou ztrátou tkáně”. Newbarr rovněž zaznamenal povrchové tržné rány na pravém předloktí, levém rameni a levé spodní straně hrudníku.
Tělo bylo zcela rozříznuto na polovinu technikou, která se ve 30. letech 20. století učila jako hemikorporektomie. Dolní polovina těla byla odstraněna přeříznutím bederní páteře mezi druhým a třetím bederním obratlem, čímž bylo přerušeno střevo v oblasti dvanácterníku. Newbarrova zpráva zaznamenala „velmi malou” ekchymózu (podlitinu) podél linie řezu, což naznačuje, že byl proveden až po smrti. Další „zející tržná rána” o délce 110 mm vedla podélně od pupku k podbřišku. Rány na obou stranách obličeje, které sahaly od koutků rtů, měřily na pravé straně obličeje 75 mm a na levé 65 mm. Lebka nebyla proražena, ale na přední a pravé straně hlavy byly zaznamenány podlitiny a na pravé straně malé krvácení v subarachnoidálním prostoru, což odpovídalo úderům do hlavy. Jako příčina smrti bylo určeno krvácení z tržných ran v obličeji a šok z úderů do hlavy a obličeje. Newbarr si všiml, že Shortová měla anální kanál rozšířený na 45 mm, což naznačovalo, že mohla být znásilněna. Z jejího těla byly odebrány vzorky na přítomnost spermií, ale výsledky byly negativní.
Shortová byla identifikována poté, co byly její otisky prstů zaslány FBI. Otisky prstů se nacházely ve spisu z jejího zatčení v roce 1943. Ihned po identifikaci, reportéři z novin Williama Randolpha Hearsta Los Angeles Examiner kontaktovali její matku Phoebe Shortovou v Bostonu, a sdělili jí, že její dcera vyhrála soutěž krásy. Teprve poté, co z Phoebe vylákali co nejvíce osobních informací, jí reportéři odhalili, že její dcera byla ve skutečnosti zavražděna. Los Angeles Examiner také Phoebe nabídl, že jí zaplatí letenku a ubytování, pokud odcestuje do Los Angeles, aby pomohla policii s vyšetřováním. Šlo o další trik novinářů, jak ji udržet dál od policie a ostatních reportérů a ochránit tak svůj sólokapr. Examiner a další Hearstovo noviny Herald-Express, později případ senzačně zveřejnily, přičemž v jednom z článků Examineru byl černý kostýmek šitý na míru, v němž byla Shortová naposledy spatřena, popsán jako „přiléhavá sukně a průsvitná halenka”. Média Shortové přezdívala „Černá Dahlia” a popisovala ji jako „dobrodružku”, která „slídila po Hollywood Boulevardu”. Další novinové zprávy, jako například ta, která byla zveřejněna v Los Angeles Times 17. ledna, odsoudily vraždu jako „vraždu sexuální ďáblice”.

## Vyšetřování

### Počáteční šetření
Dopisy a rozhovory
Dne 21. ledna 1947 zavolala do kanceláře redaktora magazínu Examiner Jamese Richardsona osoba, která se vydávala za vraha Shortové, a poblahopřála Richardsonovi, že noviny o případu informovaly. Tato osoba uvedla, že má v plánu se nakonec vzdát, ale ne dříve, než umožní policii, aby ho dále pronásledovala. Volající navíc Richardsonovi sdělil, aby očekával v poště „nějaké suvenýry Beth Shortové”.
Dne 24. ledna byla objevena podezřelá manilová obálka adresovaná „The Los Angeles Examiner a dalším losangeleským novinám” s jednotlivými slovy vystřiženými z novinových výstřižků. Na líci obálky byl navíc velký vzkaz: „Zde jsou Dahliiny věci [,] následuje dopis.” Obálka obsahovala rodný list Shortové, vizitky, fotografie, jména napsaná na kouscích papíru a adresář s vyraženým jménem Mark Hansen. Balíček byl pečlivě očištěn benzínem, podobně jako tělo Shortové, což policii vedlo k podezření, že balíček poslal přímo její vrah. Navzdory snahám o vyčištění balíčku bylo z obálky sejmuto několik částečných otisků prstů, které byly zaslány FBI k testování. Otisky však byly při přepravě znehodnoceny, a proto nemohly být řádně analyzovány. Ve stejný den, kdy balíček obdržel Examiner, byla v uličce kousek od Norton Avenue, 3 km od místa činu, spatřena kabelka a černá semišová bota. Předměty získala policie, byly ovšem otřeny benzínem, čímž byly zničeny veškeré otisky prstů.
Dne 14. března byl v hromadě pánského oblečení na břehu oceánu u Breeze Avenue ve Venice nalezen dopis na rozloučenou napsaný tužkou na kousku papíru. Vzkaz zněl: „Tomu kdo by se obával: Čekal jsem, až mě policie dopadne za vraždu Černé Dahlie, ale nestalo se tak. Jsem příliš velký zbabělec na to, abych se přihlásil, takže tohle je pro mě nejlepší východisko. Nemohl jsem si pomoct ani kvůli tomu, ani kvůli tomuhle. Promiň, Mary.” Hromadu oblečení poprvé spatřil správce pláže, který nález ohlásil kapitánovi plavčíků Johnu Dillonovi. Dillon okamžitě informoval kapitána L. E. Christensena z policejní stanice v západním Los Angeles. Oblečení obsahovalo kabát a kalhoty z modrého tvídu se vzorem rybí kosti, hnědobílé tričko, bílé šortky, hnědé ponožky a hnědé volnočasové mokasíny přibližně velikosti osm. Oblečení neposkytovalo žádné vodítko o totožnosti svého majitele.
Policie rychle označila za podezřelého Marka Hansena, majitele adresáře nalezeného v balíčku. Hansen byl bohatý majitel místního nočního klubu a divadla. Patřil ke známým Shortové, u něhož pobývala s přáteli. Podle některých zdrojů, Hansen také potvrdil, že kabelka a bota nalezené v uličce, skutečně patřily Shortové. Ann Tothová, kamarádka a spolubydlící Elizabeth Shortové, vyšetřovatelům řekla, že Elizabeth nedávno odmítla Hansenovy sexuální návrhy a označila to jako možný motiv vraždy. Hansen byl však zproštěn podezření. Kromě Hansena vyslechlo losangeleské policejní oddělení (LAPD) v následujících týdnech více než 150 mužů, které považovalo za potenciální podezřelé. Vyšetřován byl také Manley, který byl jedním z posledních lidí, kteří viděli Shortovou živou, ale po absolvování mnoha vyšetření na detektoru lži, byl propuštěn. Policie také vyslechla několik osob, které byly nalezeny v Hansenově adresáři, včetně Martina Lewise, který byl známým Shortové. Lewis měl alibi na datum vraždy, protože byl v Portlandu na návštěvě u svého umírajícího tchána.
Na případu pracovalo v počátečních fázích celkem 750 vyšetřovatelů losangeleské policie a dalších útvarů, z toho 400 zástupců šerifa a 250 příslušníků kalifornské státní hlídky. Byly prohledány různé lokality, kde se hledaly potenciální důkazy, včetně dešťové kanalizace po celém Los Angeles, opuštěných staveb a různých míst podél řeky Los Angeles, ale nepřineslo to žádné další důkazy. Městský radní Lloyd G. Davis vypsal odměnu 10 000 dolarů (v přepočtu 131 058 dolarů v roce 2022) za informace, které policii dovedou k vrahovi. Po vypsání odměny se přihlásily různé osoby s přiznáním, které policie většinou odmítla jako falešné. Několik falešných přiznaných bylo obviněno z maření výkonu spravedlnosti.

#### Reakce médií
Dne 26. ledna obdržel Examiner další dopis, tentokrát ručně psaný, v němž stálo: „Tady to je. Udám se ve středu 29. ledna v 10 hodin. Bavil jsem se na účet policie. Mstitel Černé Dahlie.” V dopise bylo také uvedeno místo, kde se měl údajný vrah udat. Policie na místě čekala 29. ledna ráno, ale údajný vrah se neobjevil. Místo toho ve 13:00 obdržela kancelář Examineru další rozstříhaný dopis, který zněl:  „Rozmyslel jsem si to. Nechtěli jste mi dát férovou nabídku. Vražda Dahlie byla ospravedlněná.”
Barvitá povaha zločinu a následné dopisy, které Examiner obdržel, vedly k mediálnímu cirkusu. Příběhu se intenzivně věnoval místní i celostátní tisk a mnohá média přetiskla i senzacechtivé zprávy naznačující, že Shortová byla před smrtí několik hodin mučena. Tyto informace však byly nepravdivé, přesto policie umožnila jejich šíření, aby před veřejností utajila skutečnou příčinu smrti Shortové – krvácení do mozku. Na veřejnost se dostaly i další zprávy o jejím osobním životě, včetně podrobností o tom, že údajně odmítala Hansenovy sexuální návrhy. Navíc striptérka, která byla známou Shortové, policii řekla, že Shortová „ráda chlapy rozčilovala, ale nechávala je na suchu”. To vedlo některé reportéry (jmenovitě Bevo Meanse z Herald-Expressu) a detektivy k tomu, že se začali zabývat možností, že Shortová byla lesbička a začali vyslýchat zaměstnance a návštěvníky gay barů v Los Angeles. Toto tvrzení však zůstalo nepodložené. Herald-Express také obdržel několik dopisů od údajného vraha, opět zhotovených pomocí výstřižků, z nichž jeden zněl: „Vzdám se za vraždu Dahlie, pokud dostanu deset let. Nepokoušejte se mě najít.”
Dne 1. února noviny Los Angeles Daily News oznámily, že „případ narazil na kamennou ze" a vyšetřovatelé nemají žádné nové stopy, po kterých by mohli pátrat. Examiner pokračoval v psaní článků o vraždě a vyšetřování, které bylo na prvních stránkách novin po pětatřicet dní od nálezu těla.
Hlavní vyšetřovatel kapitán Jack Donahue při rozhovoru s novináři uvedl, že se domnívá, že k vraždě Shortové došlo v odlehlé budově nebo chatrči na okraji Los Angeles, a že její tělo převezli do města, kde se ho zbavili. Na základě přesnosti řezů a pitvy těla se losangeleská policie zabývala možností, že vrahem byl chirurg, lékař nebo někdo s lékařskými znalostmi. V polovině února 1947 doručila losangeleská policie na lékařskou fakultu Jihokalifornské univerzity, která se nacházela nedaleko místa nálezu těla, příkaz k prohlídce a požádala o kompletní seznam studentů tohoto programu. Univerzita souhlasila s podmínkou utajení identit studentů. Byly provedeny prověrky, které však nepřinesly žádné výsledky.

### Velká porota a následky
Na jaře 1947 se vražda Elizabeth Shortové stala odloženým případem s několika novými stopami. Seržant Finis Brown, jeden z hlavních vyšetřovatelů případu, obvinil tisk, že kompromitoval vyšetřování tím, že novináři zkoumali detaily a podávali neověřené zprávy. V září 1949 se sešla velká porota, aby projednala nedostatky v oddělení vražd losangeleské policie na základě toho, že se jim v předchozích několika letech nepodařilo vyřešit řadu vražd – zejména vražd žen a dětí – a Shortová byla jednou z nich. V návaznosti na zasedání velké poroty bylo provedeno další vyšetřování minulosti Shortové, kdy detektivové sledovali její pohyb mezi Massachusetts, Kalifornií a Floridou a také vyslýchali lidi, kteří ji znali v Texasu a New Orleans. Výslechy však nepřinesly žádné užitečné informace týkající se vraždy.

## Přiznání a podezřelí
Notorická známost vraždy Elizabeth Shortové podnítila v průběhu let velké množství přiznání, z nichž mnohá byla označena za falešná. Během počátečního vyšetřování její vraždy obdržela policie celkem šedesát přiznání, většinou od mužů. Od té doby se k činu přiznalo více než 500 lidí, z nichž někteří v době její smrti ještě nebyli na světě. Seržant John P. St. John, detektiv, který na případu pracoval až do svého odchodu do důchodu, prohlásil: „Je úžasné, kolik lidí nabídne jako vraha svého příbuzného.”
V roce 2003 Ralph Asdel, jeden z původních detektivů, kteří na případu pracovali, řekl deníku Times, že se domnívá, že vyslechl vraha Shortové, muže, který byl spatřen se svým sedanem zaparkovaným poblíž prázdného pozemku, kde bylo 15. ledna 1947 v časných ranních hodinách objeveno její tělo. Soused, který toho dne projížděl kolem, se zastavil, aby na pozemku vyhodil pytel s posekanou trávou, když spatřil zaparkovaný sedan, údajně s otevřenými pravými zadními dveřmi. Řidič sedanu stál na pozemku. Jeho příchod zřejmě vyděsil majitele sedanu, který přistoupil k jeho vozu a nahlédl do okénka, načež se vrátil k sedanu a odjel. Majitel sedanu byl sledován do místní restaurace, kde pracoval, ale nakonec byl z podezření očištěn.
Mezi podezřelé, o nichž stále diskutují různí autoři a odborníci, patří lékař Walter Bayley, navržený bývalým redaktorem Timesů Larrym Harnischem; vydavatel Timesů Norman Chandler, o němž životopisec Donald Wolfe tvrdí, že přivedl Shortovou do jiného stavu; Leslie Dillon, Joseph A. Dumais, Artie Lane (alias Jeff Connors), Mark Hansen, Francis E. Sweeney, Woody Guthrie, Bugsy Siegel, Orson Welles, George Hodel, Hodelův přítel Fred Sexton, George Knowlton, Robert M. „Red” Manley, Patrick S. O'Reilly a Jack Anderson Wilson.
Ačkoli George Hodel nebyl nikdy oficiálně obviněn, dostal se do širšího povědomí, až po jeho smrti, kdy byl svým synem, detektivem losangeleské policie z oddělení vražd Stevem Hodelem, obviněn z vraždy Shortové a ze spáchání několika dalších vražd. Před případem Dahlie byl podezřelý ze smrti své sekretářky Ruth Spauldingové a obviněný ze znásilnění vlastní dcery Tamar, byl však zproštěn obžaloby. Hodel několikrát uprchl ze země a v letech 1950–1990 žil na Filipínách. Steve Hodel navíc jako nepřímý důkaz uvedl otcovo vzdělání chirurga. V roce 2003 vyšlo najevo z poznámek ze zprávy velké poroty z roku 1949, že vyšetřovatelé odposlouchávali Hodelův dům a získali záznam jeho rozhovoru s neznámým návštěvníkem, kterému říká: „Předpokládejme, že jsem zabil Černou Dahlii. Teď už to nemohou dokázat. Nemohou mluvit s mojí sekretářkou, protože je mrtvá. Mysleli si, že je v tom něco podezřelého. Každopádně teď na to možná přišli. Zabil ji. Možná jsem svou sekretářku opravdu zabil.”
V roce 1991 Janice Knowltonová, které bylo v době vraždy Shortové deset let, tvrdila, že byla svědkem toho, jak její otec George Knowlton ubil Shortovou k smrti kladivem v garáži rodinného domu ve Westminsteru. V roce 1995 také vydala knihu s názvem Daddy was the Black Dahlia Killer (v překladu: Táta byl vrah Černé Dahlie), v níž uvedla další tvrzení, že ji otec sexuálně obtěžoval. Jako „brak” knihu odsoudila Jolane Emersonová, autorčina nevlastní sestra, která prohlásila: „Věřila tomu, ale nebyla to skutečnost. Vím to, protože jsem s jejím otcem žila šestnáct let.” Detektiv St. John navíc deníku Times řekl, že tvrzení Knowltonové „neodpovídají skutečnostem”.
Kniha Black Dahlia, Red Rose (v překladu: Černá Dahlia, rudá růže) od Piu Eatwellové z roku 2017 se zaměřuje na Leslieho Dillona, poslíčka, který byl bývalým asistentem hrobníka, jeho společníky Marka Hansena a Jeffa Connorse a seržanta Finise Browna, hlavního detektiva, který měl vazby na Hansena a byl údajně zkorumpovaný. Eatwellová tvrdí, že Shortová byla zavražděna, protože věděla příliš mnoho o zapojení těchto mužů do plánu na vykrádání hotelů. Dále naznačuje, že Shortová byl zavražděna v losangeleském motelu Aster, jehož majitelé oznámili, že ráno, kdy bylo nalezeno její tělo, našli jeden z pokojů „celý od krve a výkalů”. Examiner v roce 1949 uvedl, že šéf losangeleské policie William A. Worton popřel, že by motel Aster měl s případem cokoli společného, ačkoli konkurenční noviny Los Angeles Herald tvrdily, že k vraždě došlo právě tam.
V roce 2000 napsal Buz Williams, vysloužilý detektiv policejního oddělení v Long Beach, článek o vraždě Shortové pro zpravodaj LBPD The Rap Sheet. Jeho otec Richard F. Williams a jeho přítel Con Keller byli členy gangsterského oddělení losangeleské policie, které případ vyšetřovalo. Williamsův otec se domníval, že vrahem byl Dillon, a když se Dillon vrátil do svého rodného státu Oklahoma, podařilo se mu vyhnout vydání do Kalifornie, protože jeho bývalá manželka Georgia Stevensonová byla sestřenkou z druhého kolena guvernéra státu Illinois Adlaie Stevensona II, který se kvůli Dillonovi spojil s guvernérem Oklahomy. Keller se domníval, že vrahem je Hansen, protože studoval na škole pro chirurgy ve Švédsku a pořádal velkolepé večírky, kterých se účastnili významní představitelé losangeleské policie. Williamsův článek uvádí, že Dillon zažaloval losangeleskou policii o 3 miliony dolarů, ale žaloba byla stažena. Harnisch to zpochybňuje a tvrdí, že Dillon byl po vyčerpávajícím vyšetřování policií očištěn, a že spisy okresního prokurátora ho pozitivně zařadily do San Franciska v době, kdy byla Shortová zavražděna. Harnisch tvrdí, že žádné krytí ze strany LAPD neexistovalo, a že Dillon skutečně obdržel finanční vyrovnání od města Los Angeles, ale nepředložil konkrétní důkazy, které by to dokazovaly.

## Fámy a faktické spory
Mnoho detailů ohledně osobního života a smrti Elizabeth Shortové bylo předmětem veřejného sporu. Článek z roku 2016 v New York Daily News zdůrazňuje jméno „Černá Dahlia“ a místo pobytu Shortové od 9. do 15. ledna 1947 jako klíčové body sporů. Horlivé zapojení veřejnosti i tisku do řešení její vraždy bylo připisováno jako faktory, které významně zkomplikovaly vyšetřování, což vedlo ke složitému, někdy nekonzistentnímu narativu událostí. Podle Anne Marie DiStefano z novin Portland Tribune, kolovalo v průběhu let o Shortové mnoho „nepodložených fám“: „Byla prostitutka, byla frigidní, byla těhotná, byla lesba. A namísto toho, aby časem legenda o Černé Dahlii vybledla je stále spletitější.“ Larry Harnisch vyvrátil několik domnělých fám a populárních představ o Shortové a její vraždě a také zpochybnil platnost Gilmorovy knihy Severed s tvrzením, že kniha je „25 % chyb a 50 % fikce“. Harnisch také prozkoumal spisy okresního státního zástupce (prohlásil, že Steve Hodel prozkoumal některé z nich týkající se jeho otce, spolu s komentátorem z Times Stevem Lopezem) a na rozdíl od tvrzení Eatwellové, spisy ukázaly, že Dillon byl důkladně vyšetřen a byl zcela jistě byl v San Franciscu, když byla Shortová zabita. Harnisch spekuloval, že Eatwellová tyto spisy buď nenašla, nebo se rozhodla je ignorovat.

### Vražda a stav těla
Řada lidí, z nichž nikdo Shortovou neznal, kontaktovalo policii a tisk, a tvrdilo, že ji viděli během jejího takzvaného „týdne pohřešování“, mezi jejím zmizením 9. ledna a nálezem jejího těla 15. ledna. Vyšetřovatelé vyloučili každé údajné pozorování; v některých případech respondenti identifikovali jiné ženy, které si spletli se Shortovou. Pobyt Shortové ve dnech, které vedly k její vraždě a nálezu jejího těla, není znám. Po objevu jejího těla otiskly četné losangeleské noviny titulky prohlašující, že byla mučena, což vedlo k její smrti. To bylo v té době popíráno vymáháním práva, ale dovolili, aby se nároky šířily, aby byla skutečná příčina smrti Shortové utajena před veřejností. Některé zdroje jako Crime: An Encyclopedia (1993), uvádějí, že tělo Shortové bylo pokryto cigaretovými popáleninami, které jí byly způsobeny, když byla ještě naživu. V oficiální pitevní zprávě o tom není žádná zmínka. V knize Severed John Gilmore uvádí, že koroner, který provedl pitvu, v rozhovoru naznačil, že byla nucena konzumovat výkaly na základě jeho zjištění při zkoumání obsahu žaludku. Toto tvrzení bylo popřeno Harnischem a také není uvedeno v oficiální pitvě.

### Přezdívka
Podle novinových článků, které vyšly krátce po vraždě, získala Elizabeth Shortová přezdívku „Černá Dahlia” od zaměstnanců a patronů drogerie v Long Beach v polovině roku 1946. Mělo jít o slovní hříčku ve filmu Modrá Dahlia (1946). Jiné populárně šířené fámy tvrdí, že toto jméno vytvořila média, protože si Shortová zdobila vlasy jiřinami (dahlia). Podle oficiálních stránek FBI, získala první část přezdívky od tisku „pro svou zálibu v jednoduchých černých šatech“. Nicméně, zprávy vyšetřovatelů uvádějí, že přezdívku vymysleli novinoví reportéři, kteří psali o její vraždě. Reportér Herald-Express Bevo Means, který dělal rozhovory se známými Shortové v drogerii, byl jmenován jako první, kdo přišel s přezdívkou „Černá Dahlia“, ačkoliv jako další tvůrci byli alternativně jmenováni reportéři Agness Underwoodová a Jack Smith. Zatímco některé zdroje tvrdí, že Shortová přezdívku během života užívala nebo že o ní tak bylo referováno, jiné zdroje to popírají. Gilmore i Harnisch se shodují, že přezdívka vznikla během života Shortové a nebyla výtvorem tisku: Harnisch uvádí, že to byla přezdívka, kterou si vysloužila od zaměstnanců drogerie Long Beach, kterou navštěvovala. V knize Severed Gilmore jmenuje majitele drogerie A. L. Landerse, i když neuvádí jméno obchodu. Před uvedením jména „Černá Dahlia“ byla vražda Shortové magazínem Herald-Express nazývána „Vraždou vlkodlaků“ kvůli brutální povaze zločinu.

### Údajná prostituce a sexuální historie
Mnoho knih o skutečných zločinech tvrdí, že Shortová žila nebo navštívila Los Angeles v různých dobách v polovině 40. let, včetně Gilmorovy knihy Severed, která tvrdí, že Shortová pracovala v jídelně Hollywood Canteen. Toto je zpochybňováno Harnischem, který uvádí, že Shortová ve skutečnosti nežila v Los Angeles až do uzavření jídelny v roce 1945. Ačkoli někteří z jejích známých a několik autorů a novinářů popsali Shortovou jako prostitutku nebo call girl během jejího působení v Los Angeles, podle Harnische neexistují žádné důkazy o tom, že by kdy byla prostitutkou. Harnisch tvrdí, že fáma týkající se Shortové jako prostitutky pochází z románu Johna Gregoryho Dunna True Confessions z roku 1977, který je částečně napsán podle její vraždy.
Další široce šířená fáma (někdy používaná proti tvrzení, že Shortová byla prostitutka) tvrdí, že Shortová nebyla schopna mít pohlavní styk kvůli vrozené vadě, která vyústila v gonadální dysgenezi (vzácná vrozená malformace), známou také jako „dětské genitálie“. Spisy státního zástupce okresu Los Angeles uvádějí, že vyšetřovatelé vyslechli tři muže, se kterými Shortová měl sex, včetně chicagského policisty, který byl v případu podezřelý. Soubory FBI o případu také obsahují prohlášení jednoho z údajných milenců Shortové. Samotná pitva, která byla v plném znění otištěna v knize Michaela Newtona z roku 2009 The Encyclopedia of Unsolved Crimes, uvádí, že její děloha byla „malá“. V pitvě však nejsou uvedeny žádné další informace, které by naznačovaly, že její reprodukční orgány byly něco jiného než anatomicky normální. Pitva také uvedla, že Shortová nikdy nebyla těhotná.
Další často šířená fáma podle níž byla Shortová byla lesba se podle Gilmora začala šířit poté, co zástupce koronera řekl Bevo Meansovi z Herald-Express, že Shortová „neměla sex s muži“ kvůli jejím údajně „malým“ genitáliím. Bylo to pochopeno tak, že Shortová měla sex se ženami a Means i reportér Sid Hughes začali bezvýsledně vyšetřovat gay bary v Los Angeles, aby získali další informace.

## Odkaz

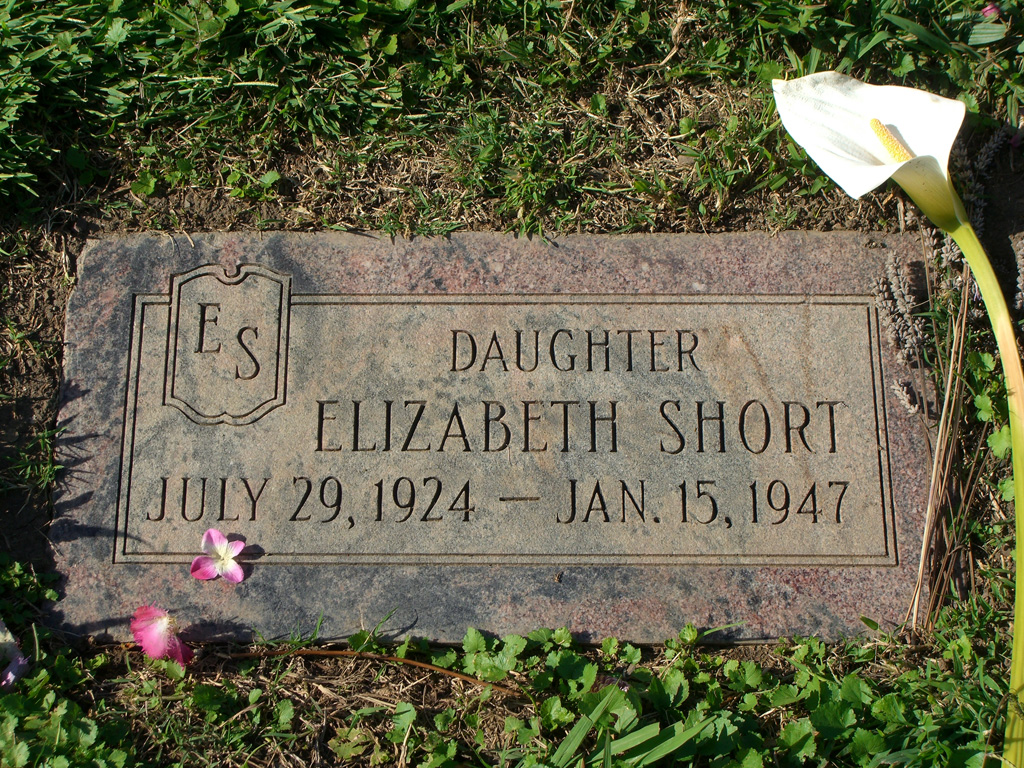
Hrob Elizabeth Shortové

Elizabeth Shortová je pohřbena na hřbitově Mountain View v Oaklandu. Poté, co její mladší sestra Elnora dospěla a vdala se, se jejich matka Phoebe přestěhovala do Oaklandu, aby byla blízko hrobu své dcery. Nakonec se v 70. letech vrátila na východní pobřeží, kde žila do svých 90 let a zemřela v roce 1992. Dne 2. února 1947, pouhé dva týdny po vraždě Shortové, byl republikánský státní zastupitel C. Don Field kvůli případu vybídnut, aby předložil návrh zákona vyzývajícího k vytvoření registru sexuálních delikventů. Stát Kalifornie by se stal prvním státem USA, který by zavedl povinnost registrace sexuálních delikventů.

## V kultuře
Vražda Elizabeth Shortové byla popsána jako jeden z nejbrutálnějších a kulturně nejtrvalejších zločinů v americké historii a časopis Time ji uvedl jako jeden z neslavnějších nevyřešených případů na světě. Život a smrt Shortové byly základem pro množství knih, televizních pořadů a filmů, beletrizovaných i naučných.
Mezi nejznámější fiktivní díla inspirovaných smrtí Shortové patří román Jamese Ellroye The Black Dahlia z roku 1987, který kromě vraždy prozkoumal „větší pole politiky, zločinu, korupce a paranoie v poválečném Los Angeles“, jak uvádí kulturní kritik David M. Fine. Ellroyův román byl adaptován do filmu Černá Dahlia (2006) režisérem Brianem De Palmou, kde Shortovou ztvárnila herečka Mia Kirshner. Jak Ellroyův román, tak jeho filmová adaptace se jen velmi málo drží faktů případu. Shortová byla také ztvárněna v několika volných televizních adaptacích. Zahrála si ji Lucie Arnaz ve filmu Who Is The Black Dahlia? z roku 1975. Také herečka Jessica Nelson ve 4. sérii, 13. epizodě seriálu Hunter a Mena Suvari v americkém seriálu American Horror Story.

### Populární díla inspirovaná vraždou Elizabeth Shortové
- Who Is The Black Dahlia? (1975, TV film, režie: Joseph Pevney)
- Pravdivé doznání (1981, film, režie: Ulu Grosbard; podle stejnojmenné novely True Confessions (1977) od Johna Gregory Dunna)
- Černá Dahlia (2006, film, režie: Brian De Palma; podle stejnojmenné novely Black Dahlia (1987) od Jamese Ellroye)
- American Horror Story (2011–2024, TV seriál, 13. epizoda 4. série „Spooky Little Girl“;[103] 6. epizoda 8. série „Return to Murder House“)[104]
- Já jsem noc (2019, TV seriál, režie: Patty Jenkins, Carl Franklin, Victoria Mahoney)